# Trentepohlia (Mongoma) spinaspersa
Trentepohlia (Mongoma) spinaspersa is een tweevleugelige uit de familie steltmuggen (Limoniidae). De soort komt voor in het Australaziatisch gebied.